# Karl Hofmann (Rennfahrer)
Karl Hofmann (* 1927 in Frankfurt am Main; † 1978) war ein deutscher Motorradrennfahrer.

## Karriere
Karl Hofmann schied 1951 mit seiner Puch auf dem Feldbergring in Führung liegend aus. Auf anderen Rennstrecken war er erfolgreicher, z. B. auf dem Nürburgring. Dort gewann er 1951 auf 125-cm³-Puch, 1953 auf 250-cm³-DKW und 1954 auf 350-cm³-DKW (vor seinen Markenkollegen August Hobl und Gerhard Bodmer). Auf dem Sachsenring konnte er zweimal gewinnen, 1951 auf 125-cm³-Puch und 1956 auf 125-cm³-DKW. 1953 gewann Karl Hofmann auf der 350er DKW die Schwedische Tourist Trophy, das Eilenriederennen in Hannover und das Schauinsland-Bergrennen bei Freiburg.
1956 war Karl Hofmann auf Werks-DKW in den Klassen bis 125 und bis 350 cm³ jeweils Zweiter der Deutschen Straßenmeisterschaft hinter August Hobl und vor Erhart Krumpholz auf IFA bzw. Hans Bartl auf DKW. Erwähnenswert ist dabei sein 350er-Sieg in Nürnberg auf dem Norisring vor Hobl. Im selben Jahr war er Weltmeisterschafts-Achter der Achtelliterklasse auf DKW und WM-Zehnter auf DKW in der 350-cm³-Kategorie.
Sein erstes Rennen hatte er bereits 1948 gefahren, bekam 1950 die Fahrerlizenz, gewann 1950 und 1951 den Titel Bester deutscher Privatfahrer in der 125er-Klasse. Ab 1952 war er DKW-Werksfahrer.
Karl Hofmann hatte einen Namensvetter, der oft in denselben Rennen startete. So kam es manchmal zu Verwechslungen in den Ergebnislisten. Wilhelm Hofmann war nicht mit Karl verwandt, hatte aber als NSU-Werksfahrer auch einige bemerkenswerte Erfolge.
Karl Hofmann starb 1978.

## Erfolge
- 1950 Bester deutscher Privatfahrer
- 1951 Bester deutscher Privatfahrer
- 1956 Zweiter der Deutschen Meisterschaft/DKW/125cm³
- 1956 Zweiter der Deutschen Meisterschaft/DKW/350cm³